# Amando Tetangco jr.
Amando M. Tetangco jr. (Apalit, 14 november 1953) is een Filipijns bankier. Tetangco jr. was van 2005 tot 2017 de gouverneur van de Bangko Sentral ng Pilipinas (de Filipijnse Centrale Bank). Tetangco werkte voor zijn benoeming als de hoogste baas van BSP al sinds 1974 voor de organisatie. In de periode voorafgaand aan zijn benoeming was hij er assistent-gouverneur. Als CEO van de Filipijnse centrale bank geeft Tetangco leiding aan de operationele delen van de bank en de interne administratie van de Bangko Sentral. 
Als gouverneur van de BSP was Tetangco jr. voorzitter van het Anti-Money Laundering Council (AMLC) en het Philippine International Convention Center (PICC); Vicevoorzitter van het Agriculture Credit Policy Council (ACPC); lid van het Capital Market Development Council (CMDC), Export Development Council (EDC), PhilExport Board of Trustees (PHILEXPORT), Philippine Export-Import Credit Agency (PHILEXIM); en directeur van de Philippine Deposit Insurance Corporation (PDIC), het National Development Council (NDC) en de National Home Mortgage Finance Corporation (NHMFC).
Hij vertegenwoordigde de Filipijnen ook in diverse internationale en regionale organisaties, waaronder de Executive Meeting of East Asia and Pacific (EMEAP) Central Banks; ASEAN en ASEAN+3; South East Asia Central Banks (SEACEN) en het Asia-Pacific Economic Cooperation forum (APEC).
Van 1992 tot 1994 was Tetangco directeur van het IMF in Washington D.C..

## Opleiding
Tetangco behaalde zijn bachelordiploma economie aan de Ateneo de Manila University cum laude. Daarna volgde hij vervolgopleidingen bedrijfskunde aan dezelfde universiteit. Tijdens zijn periode bij de centrale bank volgde hij een masteropleiding Public Policy aan de University of Wisconsin in de Verenigde Staten.

## Gezondheid
Begin februari 2010 onderging Tetangco na hartproblemen een succesvolle bypassoperatie in het St. Luke's Medical Center.